# Джонуа, Алексей Несторович
Алексе́й Не́сторович Джо́нуа (Джо́пуа)  (абх. Џьонуа (Џьапыуа) Алықьса Нестор-иҧа; 7 мая 1920, с. Члоу, Сухумский округ, Кутаисская губерния — 27 февраля 1989, Москва) — советский и абхазский поэт, прозаик.

## Биография
Родился 7 мая 1920 года в селе Члоу, его семья была из сословия «анхаю». В зрелом возрасте сменил фамилию с Джопуа на Джонуа.
Начал печататься в 1937-м. В следующем году поступил в Сухумский педагогический институт, который закончил лишь после Великой Отечественной, в 1947-м. В том же году вступил в КПСС. Во время войны сражался в рядах Советской Армии, был в плену, бежал, воевал до 1944 года в партизанском отряде на Украине.
В течение десяти лет (с 1956 года) был редактором журнала «Алашара».
В 1966—1973 годах — министр просвещения Абхазской АССР.
В 1973—1984 годах — начальник Архивного управления.
С 1986 года — председатель правления Союза писателей Абхазии.
Автор нескольких поэтических сборников, за один из которых («Кровь и любовь») удостоился Государственной премии им. Д. И. Гулиа. Основные темы — трудовые будни советских людей, подвиг советского народа в Великой Отечественной, послевоенные преобразования в Абхазии.
Скончался в 1989 году в Москве. Похоронен в Сухумском пантеоне.
Отец криминального авторитета Беслана Джонуа.